# Quận Bertie, North Carolina
Quận Bertie là một quận nằm ở bang Bắc Carolina.  Tại thời điểm năm 2000, quận có dân số 19.773 người. Quận lỵ đóng ở Windsor6.
Quận được lập với tên gọi Bertie Precinct năm 1722 từ một số khu vực của  Chowan Precinct thuộc quận Albemarle nằm ở phía tây sông Chowan. Quận được đặt tên theo James Bertie.

## Địa lý
Theo Cục điều tra dân số Hoa Kỳ, quận có tổng diện tích 741 dặm Anh vuông (1.920 km²), trong đó, 699 dặm Anh vuông (1.811 km²) là diện tích đất và 42 dặm Anh vuông (109 km²) trong tổng diện tích (5,67%) là diện tích mặt nước.

### Các quận giáp ranh
- Quận Hertford, Bắc Carolina - Bắc
- Quận Chowan, Bắc Carolina - Đông
- Quận Washington, Bắc Carolina - Đông nam
- Quận Martin, Bắc Carolina - Tây nam
- Quận Halifax, Bắc Carolina - Tây
- Quận Northampton, Bắc Carolina - Tây bắc

## Thông tin nhân khẩu
Theo cuộc điều tra dân số2 tiến hành năm 2000, quận này có dân số 19.773 người, 7.743 hộ, và 5.427 gia đình sinh sống trong quận này. Mật độ dân số là 28 người trên mỗi dặm Anh vuông (11/km²). Đã có 9,050 đơn vị nhà ở với một mật độ bình quân là 13 trên mỗi dặm Anh vuông (5/km²).  Cơ cấu chủng tộc của dân cư sinh sống tại quận này gồm 36.30% người da trắng, 62,34% người da đen hoặc người Mỹ gốc Phi, 0.44% người thổ dân châu Mỹ, 0.11% người gốc châu Á, 0,01% người các đảo Thái Bình Dương, 0.33% từ các chủng tộc khác, 0,48% từ hai hay nhiều chủng tộc.  0,99% dân số là người Hispanic hoặc người Latin thuộc bất cứ chủng tộc nào.
Có 7.743 hộ trong đó có 29,70% có con cái dưới tuổi 18 sống chung với họ, 46,00% là những cặp kết hôn sinh sống với nhau, 20,10% có một chủ hộ là nữ không có chồng sống cùng, và 29.90% là không gia đình. 27.00% trong tất cả các hộ gồm các cá nhân và 13.10% có người sinh sống một mình và có độ tuổi 65 tuổi hay già hơn.  Quy mô trung bình của hộ là 2.53 còn quy mô trung bình của gia đình là 3.07.
Phân bố độ tuổi của cư dân sinh sống trong huyện là 26.10% dưới độ tuổi 18, 7.70% từ 18 đến 24, 26,40% từ 25 đến 44, 23,80% từ 45 đến 64, và 16,00% người có độ tuổi 65 tuổi hay già hơn.  Độ tuổi trung bình là 39 tuổi. Cứ mỗi 100 nữ giới thì có 87.60 nam giới. Cứ mỗi 100 nữ giới có độ tuổi 18 và lớn hơn thì, có 82 nam giới.
Thu nhập bình quân của một hộ ở quận này là $25.177, và thu nhập bình quân của một gia đình ở quận này là $30.186. Nam giới có thu nhập bình quân $26.866 so với mức thu nhập $18.318 đối với nữ giới. Thu nhập bình quân đầu người của quận là $14.096. Khoảng 19,30% gia đình và 26% dân số sống dưới ngưỡng nghèo, bao gồm 30,70% những người có độ tuổi 18 và 28,30% of those age 65 or over.

## Khu dân cư

### Thành phố

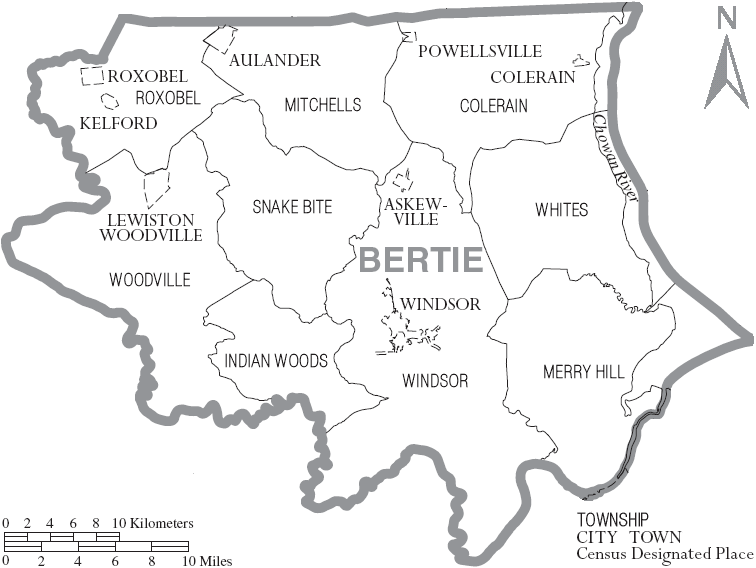
Bản đồ quận Bertie, Bắc Carolina với các thị xã, thị trấn

- Askewville
- Aulander
- Colerain
- Kelford
- Powellsville
- Merry Hill
- Roxobel
- Windsor

### Các thị trấn
Quận được chia thành chín thị trấn: Colerain, Indian Woods, Merry Hill, Mitchells, Roxobel, Snake Bite, Whites, Windsor, và Woodville.

### Các cộng đồng khác
Các cộng đồng khác bao gồm Elm Grove, Gatlinsville, Greens Cross, Hexlena, Perrytown, Pine Ridge, Sans Souci (with Sans Souci Ferry, the county's only ferry), Spring Branch, Woodard, Baker Town, Whites Cross, Rosemead, và Todds Cross.